# Première circonscription de l'Orne
La première circonscription de l'Orne, aussi appelée circonscription d'Alençon - Domfront, est l'une des trois circonscriptions législatives françaises que compte le département de l'Orne (61) situé en région Normandie.

## Description géographique et démographique

### De 1958 à 1986
La première circonscription de l'Orne était composée de :
- Canton d'Alençon-Est
- Canton d'Alençon-Ouest
- Canton de Carrouges
- Canton de Courtomer
- Canton de Domfront
- Canton de la Ferté-Macé
- Canton de Juvigny-sous-Andaine
- Canton du Mêle-sur-Sarthe
- Canton de Passais
- Canton de Sées

### Depuis 1988
La première circonscription de l'Orne est délimitée par le découpage électoral de la loi n°86-1197 du 24 novembre 1986
, elle regroupe les divisions administratives suivantes : 
- Canton d'Alençon-1
- Canton d'Alençon-2
- Canton d'Alençon-3
- Canton de Carrouges
- Canton de Courtomer
- Canton de Domfront
- Canton de La Ferté-Macé
- Canton de Juvigny-sous-Andaine
- Canton du Mêle-sur-Sarthe
- Canton de Passais
- Canton de Sées.

Ce territoire correspond à l'arrondissement d'Alençon.
D'après le recensement de la population en 2012, réalisé par l'Insee, la population totale de cette circonscription est estimée à 100 033 habitants.

## Historique des députations
| Législature | Début de mandat | Fin de mandat  | Député          | Parti politique | Observations |
| ----------- | --------------- | -------------- | --------------- | --------------- | --- |
| VIIIe       | 2 avril 1986    | 14 mai 1988    | Aucun           |                 | Proportionnelle par département, pas de député par circonscription. Mandat écourté à la suite d'une dissolution parlementaire décidée par François Mitterrand. |
| IXe         | 23 juin 1988    | 1er avril 1993 | Daniel Goulet   | RPR             | |
| Xe          | 2 avril 1993    | 21 avril 1997  | Yves Deniaud,   | RPR,            | Mandat écourté à la suite d'une dissolution parlementaire décidée par Jacques Chirac.                                                                          |
| XIe         | 12 juin 1997    | 18 juin 2002   | Yves Deniaud,   | RPR,            | |
| XIIe        | 19 juin 2002    | 19 juin 2007   | Yves Deniaud,   | UMP,            | |
| XIIIe       | 20 juin 2007    | 19 juin 2012   | Yves Deniaud    | UMP             | |
| XIVe        | 20 juin 2012    | 20 juin 2017   | Joaquim Pueyo   | PS              | |
| XVe         | 21 juin 2017    | 2 août 2020    | Joaquim Pueyo   | PS              | Joaquim Pueyo est élu maire d'Alençon. |
| XVe         | 3 août 2020     | 21 juin 2022   | Chantal Jourdan | PS              | Joaquim Pueyo est élu maire d'Alençon. |
| XVIe        | 22 juin 2022    | 9 juin 2024    | Chantal Jourdan | PS              | Mandat écourté à la suite d'une dissolution parlementaire décidée par Emmanuel Macron.                                                                         |

## Historique des élections

### Élections de 1958
| Candidat       | Candidat                 | Parti          | Premier tour | Premier tour | Second tour | Second tour |  |
| Candidat       | Candidat                 | Parti          | Voix         | %            | Voix        | %           |  |
| -------------- | ------------------------ | -------------- | ------------ | ------------ | ----------- | ----------- |  |
|                | Louis Terrenoire élu     | UNR            | 16 020       | 37,19        | 20 808      | 50,73       |  |
|                | Jacques Roulleaux-Dugage | CNIP           | 11 932       | 27,7         | 17 347      | 42,29       |  |
|                | Raymond Guesdon          | Radsoc         | 7 724        | 17,93        | Retrait     | Retrait     |  |
|                | Marcel Hébert            | CR             | 4 738        | 11           | Retrait     | Retrait     |  |
|                | Marcel Letellier         | PCF            | 2 661        | 6,18         | 2 861       | 6,98        |  |
|                |                          |                |              |              |             |             |  |
| Inscrits       | Inscrits                 | Inscrits       | 55 540       | 100,00       | 55 463      | 100,00      |  |
| Abstentions    | Abstentions              | Abstentions    | 11 069       | 19,93        | 13 139      | 23,69       |  |
| Votants        | Votants                  | Votants        | 44 471       | 80,07        | 42 324      | 76,31       |  |
| Blancs et nuls | Blancs et nuls           | Blancs et nuls | 1 396        | 3,14         | 1 308       | 3,09        |  |
| Exprimés       | Exprimés                 | Exprimés       | 43 075       | 96,86        | 41 016      | 96,91       |  |

Le suppléant de Louis Terrenoire était Émile Janvier, minotier, conseiller général du canton d'Alençon-1, maire de Saint-Denis-sur-Sarthon. Émile Janvier remplaça Louis Terrenoire, nommé membre du gouvernement, du 16 mars 1960 au 9 octobre 1962.

### Élections de 1962
|                | Louis Terrenoire sortant réélu | UNR-UDT        | 20 503 | 53,95  |  |  |  |
|                | Jacques Roulleaux-Dugage       | Modérés        | 11 894 | 31,3   |  |  |  |
|                | Henri Alexandre                | SFIO           | 3 019  | 7,94   |  |  |  |
|                | André Baptiste                 | PCF            | 2 587  | 6,81   |  |  |  |
|                |                                |                |        |        |  |  |  |
| Inscrits       | Inscrits                       | Inscrits       | 55 638 | 100,00 |  |  |  |
| Abstentions    | Abstentions                    | Abstentions    | 16 477 | 29,61  |  |  |  |
| Votants        | Votants                        | Votants        | 39 161 | 70,39  |  |  |  |
| Blancs et nuls | Blancs et nuls                 | Blancs et nuls | 1 158  | 2,96   |  |  |  |
| Exprimés       | Exprimés                       | Exprimés       | 38 003 | 97,04  |  |  |  |

Le suppléant de Louis Terrenoire était Émile Janvier.

### Élections de 1967
|                | Louis Terrenoire sortant réélu | UD-Ve          | 22 349 | 50,78  |  |  |  |
|                | Jean Cren                      | CD (PDM)       | 13 173 | 29,93  |  |  |  |
|                | Henri Alexandre                | FGDS (SFIO)    | 5 075  | 11,53  |  |  |  |
|                | Marcel Delaunay                | PCF            | 3 411  | 7,75   |  |  |  |
|                |                                |                |        |        |  |  |  |
| Inscrits       | Inscrits                       | Inscrits       | 54 394 | 100,00 |  |  |  |
| Abstentions    | Abstentions                    | Abstentions    | 8 891  | 16,35  |  |  |  |
| Votants        | Votants                        | Votants        | 45 503 | 83,65  |  |  |  |
| Blancs et nuls | Blancs et nuls                 | Blancs et nuls | 1 495  | 3,29   |  |  |  |
| Exprimés       | Exprimés                       | Exprimés       | 44 008 | 96,71  |  |  |  |

Le suppléant de Louis Terrenoire était Émile Janvier.

### Élections de 1968
|                | Louis Terrenoire sortant réélu | UDR (URP)      | 24 676 | 54,64  |  |  |  |
|                | Jean Cren                      | CD (PDM)       | 12 400 | 27,46  |  |  |  |
|                | Joseph Camus                   | FGDS (CIR)     | 3 566  | 7,9    |  |  |  |
|                | Marcel Delaunay                | PCF            | 2 749  | 6,09   |  |  |  |
|                | Yves Fleury                    | PSU            | 1 768  | 3,92   |  |  |  |
|                |                                |                |        |        |  |  |  |
| Inscrits       | Inscrits                       | Inscrits       | 55 988 | 100,00 |  |  |  |
| Abstentions    | Abstentions                    | Abstentions    | 9 935  | 17,74  |  |  |  |
| Votants        | Votants                        | Votants        | 46 053 | 82,26  |  |  |  |
| Blancs et nuls | Blancs et nuls                 | Blancs et nuls | 894    | 1,94   |  |  |  |
| Exprimés       | Exprimés                       | Exprimés       | 45 159 | 98,06  |  |  |  |

Le suppléant de Louis Terrenoire était Émile Janvier. Émile Janvier est décédé le 17 mai 1972.

### Élections de 1973
| Candidat       | Candidat          | Parti          | Premier tour | Premier tour | Second tour | Second tour |  |
| Candidat       | Candidat          | Parti          | Voix         | %            | Voix        | %           |  |
| -------------- | ----------------- | -------------- | ------------ | ------------ | ----------- | ----------- |  |
|                | Daniel Goulet élu | UDR (URP)      | 12 573       | 27,08        | 20 498      | 44,41       |  |
|                | Daniel Miette     | CD (MR)        | 11 380       | 24,51        | 14 575      | 31,58       |  |
|                | Hubert d'Andigné  | CDP            | 10 143       | 21,85        | Retrait     | Retrait     |  |
|                | Claude Devinant   | PS (UGSD)      | 6 192        | 13,34        | 11 079      | 24,01       |  |
|                | Rémy Sellos       | PCF            | 3 905        | 8,41         |             |             |  |
|                | Serge Pollet      | PSU            | 2 228        | 4,8          |             |             |  |
|                |                   |                |              |              |             |             |  |
| Inscrits       | Inscrits          | Inscrits       | 58 656       | 100,00       | 58 623      | 100,00      |  |
| Abstentions    | Abstentions       | Abstentions    | 10 841       | 18,48        | 11 520      | 19,65       |  |
| Votants        | Votants           | Votants        | 47 815       | 81,52        | 47 103      | 80,35       |  |
| Blancs et nuls | Blancs et nuls    | Blancs et nuls | 1 394        | 2,92         | 951         | 2,02        |  |
| Exprimés       | Exprimés          | Exprimés       | 46 421       | 97,08        | 46 152      | 97,98       |  |

Le suppléant de Daniel Goulet était Guy Gravelat, agriculteur exploitant, maire adjoint de Saint-Maurice-du-Désert.

### Élections de 1978
| Candidat       | Candidat                    | Parti          | Premier tour | Premier tour | Second tour | Second tour |  |
| Candidat       | Candidat                    | Parti          | Voix         | %            | Voix        | %           |  |
| -------------- | --------------------------- | -------------- | ------------ | ------------ | ----------- | ----------- |  |
|                | Daniel Goulet sortant réélu | RPR            | 25 295       | 45,7         | 34 765      | 61,79       |  |
|                | Pierre Mauger               | PS             | 14 714       | 26,58        | 21 495      | 38,21       |  |
|                | Bernard Bourdier            | UDF (PR)       | 8 208        | 14,83        |             |             |  |
|                | Raymonde Renard             | PCF            | 4 146        | 7,49         |             |             |  |
|                | Nicole Gardes               | LO             | 1 163        | 2,1          |             |             |  |
|                | Gérard Legot                | PSU (FA)       | 820          | 1,48         |             |             |  |
|                | Joseph Montier              | OCT            | 626          | 1,13         |             |             |  |
|                | Martine Guérin              | FN             | 377          | 0,68         |             |             |  |
|                |                             |                |              |              |             |             |  |
| Inscrits       | Inscrits                    | Inscrits       | 67 496       | 100,00       | 67 472      | 100,00      |  |
| Abstentions    | Abstentions                 | Abstentions    | 10 888       | 16,13        | 10 368      | 15,37       |  |
| Votants        | Votants                     | Votants        | 56 608       | 83,87        | 57 104      | 84,63       |  |
| Blancs et nuls | Blancs et nuls              | Blancs et nuls | 1 259        | 2,22         | 844         | 1,48        |  |
| Exprimés       | Exprimés                    | Exprimés       | 55 349       | 97,78        | 56 260      | 98,52       |  |

Le suppléant de Daniel Goulet était Guy Gravelat.

### Élections de 1981
| Candidat       | Candidat                    | Parti          | Premier tour | Premier tour | Second tour | Second tour |  |
| Candidat       | Candidat                    | Parti          | Voix         | %            | Voix        | %           |  |
| -------------- | --------------------------- | -------------- | ------------ | ------------ | ----------- | ----------- |  |
|                | Daniel Goulet sortant réélu | RPR (UNM)      | 23 088       | 46,83        | 30 200      | 57,50       |  |
|                | Pierre Mauger               | PS             | 18 955       | 38,44        | 22 321      | 42,50       |  |
|                | Philippe Augier             | Divers droite  | 5 304        | 10,76        |             |             |  |
|                | Raymonde Renard             | PCF            | 1 956        | 3,97         |             |             |  |
|                |                             |                |              |              |             |             |  |
| Inscrits       | Inscrits                    | Inscrits       | 69 777       | 100,00       | 69 774      | 100,00      |  |
| Abstentions    | Abstentions                 | Abstentions    | 19 870       | 28,48        | 16 665      | 23,88       |  |
| Votants        | Votants                     | Votants        | 49 907       | 71,52        | 53 109      | 76,12       |  |
| Blancs et nuls | Blancs et nuls              | Blancs et nuls | 604          | 1,21         | 588         | 1,11        |  |
| Exprimés       | Exprimés                    | Exprimés       | 49 303       | 98,79        | 52 521      | 98,89       |  |

Le suppléant de Daniel Goulet était Pierre Bourban, agriculteur, maire de La Sauvagère.

### Élections de 1988
|                | Daniel Goulet sortant réélu | RPR (URC)      | 26 323 | 54,63  |  |  |  |
|                | Pierre Mauger               | PS             | 17 480 | 36,28  |  |  |  |
|                | Charles Met                 | FN             | 2 819  | 5,85   |  |  |  |
|                | Pierre Frénée               | PCF            | 1 558  | 3,23   |  |  |  |
|                |                             |                |        |        |  |  |  |
| Inscrits       | Inscrits                    | Inscrits       | 71 403 | 100,00 |  |  |  |
| Abstentions    | Abstentions                 | Abstentions    | 22 376 | 31,34  |  |  |  |
| Votants        | Votants                     | Votants        | 49 027 | 68,66  |  |  |  |
| Blancs et nuls | Blancs et nuls              | Blancs et nuls | 847    | 1,73   |  |  |  |
| Exprimés       | Exprimés                    | Exprimés       | 48 180 | 98,27  |  |  |  |

Le suppléant de Daniel Goulet était Bernard Desgrippes, maire adjoint de Domfront.

### Élections de 1993
| Candidat       | Candidat          | Parti          | Premier tour | Premier tour | Second tour | Second tour |  |
| Candidat       | Candidat          | Parti          | Voix         | %            | Voix        | %           |  |
| -------------- | ----------------- | -------------- | ------------ | ------------ | ----------- | ----------- |  |
|                | Yves Deniaud élu  | RPR            | 15 346       | 33,02        | 19 829      | 53,34       |  |
|                | Daniel Miette     | UDF (CDS)      | 11 081       | 23,84        | 17 348      | 46,66       |  |
|                | Jean-Claude Pavis | PS (ADFP)      | 7 375        | 15,87        |             |             |  |
|                | Janine Tanoué     | FN             | 4 680        | 10,07        |             |             |  |
|                | Jean-Paul Buard   | Les Verts (EÉ) | 3 971        | 8,54         |             |             |  |
|                | Renée Tragin      | LT-LNÉ         | 2 077        | 4,47         |             |             |  |
|                | Francine Brière   | PCF            | 1 946        | 4,19         |             |             |  |
|                |                   |                |              |              |             |             |  |
| Inscrits       | Inscrits          | Inscrits       | 71 683       | 100,00       | 71 679      | 100,00      |  |
| Abstentions    | Abstentions       | Abstentions    | 22 014       | 30,71        | 26 922      | 37,56       |  |
| Votants        | Votants           | Votants        | 49 669       | 69,29        | 44 757      | 62,44       |  |
| Blancs et nuls | Blancs et nuls    | Blancs et nuls | 3 193        | 6,43         | 7 580       | 16,94       |  |
| Exprimés       | Exprimés          | Exprimés       | 46 476       | 93,57        | 37 177      | 83,06       |  |

Le suppléant d'Yves Deniaud était Charles Desaunay, agriculteur, maire de La Baroche-sous-Lucé.

### Élections de 1997
| Candidat       | Candidat                   | Parti          | Premier tour | Premier tour | Second tour | Second tour |  |
| Candidat       | Candidat                   | Parti          | Voix         | %            | Voix        | %           |  |
| -------------- | -------------------------- | -------------- | ------------ | ------------ | ----------- | ----------- |  |
|                | Yves Deniaud sortant réélu | RPR            | 17 305       | 38,48        | 25 310      | 53,2        |  |
|                | Joaquim Pueyo              | PS             | 13 010       | 28,93        | 22 266      | 46,8        |  |
|                | Janine Tanoue              | FN             | 5 144        | 11,44        |             |             |  |
|                | Joël Jeanniard du Dot      | LDI (MPF)      | 1 729        | 3,85         |             |             |  |
|                | Francine Brière            | PCF            | 1 598        | 3,55         |             |             |  |
|                | Philippe Ménard            | Les Verts      | 1 183        | 2,63         |             |             |  |
|                | Amanda Helleu              | LO             | 1 143        | 2,54         |             |             |  |
|                | Florence Faucheur          | GÉ             | 1 134        | 2,52         |             |             |  |
|                | Christine Coulon           | LCR            | 1 026        | 2,28         |             |             |  |
|                | Thierry Mathieu            | MDC            | 992          | 2,21         |             |             |  |
|                | Renée Tragin               | LT-LNÉ         | 703          | 1,56         |             |             |  |
|                |                            |                |              |              |             |             |  |
| Inscrits       | Inscrits                   | Inscrits       | 70 594       | 100,00       | 70 595      | 100,00      |  |
| Abstentions    | Abstentions                | Abstentions    | 22 594       | 32,01        | 20 329      | 28,8        |  |
| Votants        | Votants                    | Votants        | 48 000       | 67,99        | 50 266      | 71,2        |  |
| Blancs et nuls | Blancs et nuls             | Blancs et nuls | 3 033        | 6,32         | 2 690       | 5,35        |  |
| Exprimés       | Exprimés                   | Exprimés       | 44 967       | 93,68        | 47 576      | 94,65       |  |

Le suppléant d'Yves Deniaud était Robert Loquet, chef d'entreprise, maire de Domfront.

### Élections de 2002
| Candidat       | Candidat                   | Parti            | Premier tour | Premier tour | Second tour | Second tour |  |
| Candidat       | Candidat                   | Parti            | Voix         | %            | Voix        | %           |  |
| -------------- | -------------------------- | ---------------- | ------------ | ------------ | ----------- | ----------- |  |
|                | Yves Deniaud sortant réélu | UMP              | 18 106       | 39,26        | 24 376      | 56,65       |  |
|                | Joaquim Pueyo              | PS               | 13 642       | 29,58        | 18 654      | 43,35       |  |
|                | Yves Héricourt             | diss. UMP        | 5 652        | 12,25        |             |             |  |
|                | Christian Gore             | FN               | 4 041        | 8,76         |             |             |  |
|                | Jean-Paul Buard            | Les Verts        | 1 037        | 2,25         |             |             |  |
|                | Christine Coulon           | LCR              | 722          | 1,57         |             |             |  |
|                | Marinette Dejean           | CPNT             | 489          | 1,06         |             |             |  |
|                | Francine Brière            | PCF              | 461          | 1            |             |             |  |
|                | Claudine Prod'homme        | MPF              | 456          | 0,99         |             |             |  |
|                | Jean-Pierre Scaglia        | LO               | 448          | 0,97         |             |             |  |
|                | Thibaut Vrakas             | Pôle républicain | 301          | 0,65         |             |             |  |
|                | Daniel Reichert            | MNR              | 287          | 0,62         |             |             |  |
|                | Mickaël Lemée              | MÉI              | 269          | 0,58         |             |             |  |
|                | Denis Pottier              | GÉ               | 142          | 0,31         |             |             |  |
|                | Frédéric Vanwierst         | IR               | 70           | 0,15         |             |             |  |
|                |                            |                  |              |              |             |             |  |
| Inscrits       | Inscrits                   | Inscrits         | 71 444       | 100,00       | 71 442      | 100,00      |  |
| Abstentions    | Abstentions                | Abstentions      | 24 322       | 34,04        | 27 060      | 37,88       |  |
| Votants        | Votants                    | Votants          | 47 122       | 65,96        | 44 382      | 62,12       |  |
| Blancs et nuls | Blancs et nuls             | Blancs et nuls   | 999          | 2,12         | 1 352       | 3,05        |  |
| Exprimés       | Exprimés                   | Exprimés         | 46 123       | 97,88        | 43 030      | 96,95       |  |

Le suppléant d'Yves Deniaud était Robert Loquet.

### Élections de 2007
| Candidat       | Candidat                   | Parti          | Premier tour | Premier tour | Second tour | Second tour |  |
| Candidat       | Candidat                   | Parti          | Voix         | %            | Voix        | %           |  |
| -------------- | -------------------------- | -------------- | ------------ | ------------ | ----------- | ----------- |  |
|                | Yves Deniaud sortant réélu | UMP            | 20 656       | 46,53        | 22 393      | 52,56       |  |
|                | Joaquim Pueyo              | PS             | 13 628       | 30,7         | 20 214      | 47,44       |  |
|                | Stéphane Thérou            | UDF–MoDem      | 3 473        | 7,82         |             |             |  |
|                | Francine Lavanry           | FN             | 1 655        | 3,73         |             |             |  |
|                | Monique Ménard             | Les Verts      | 1 280        | 2,88         |             |             |  |
|                | Christine Coulon           | LCR            | 1 007        | 2,27         |             |             |  |
|                | Claudine Prod'homme        | MPF            | 854          | 1,92         |             |             |  |
|                | François Tollot            | PCF            | 597          | 1,34         |             |             |  |
|                | Corinne Egret              | CPNT           | 497          | 1,12         |             |             |  |
|                | Jean-Pierre Scaglia        | LO             | 368          | 0,83         |             |             |  |
|                | Erik Grouard               | Divers         | 233          | 0,52         |             |             |  |
|                | Michel Préhu               | Divers         | 147          | 0,33         |             |             |  |
|                |                            |                |              |              |             |             |  |
| Inscrits       | Inscrits                   | Inscrits       | 72 490       | 100,00       | 72 495      | 100,00      |  |
| Abstentions    | Abstentions                | Abstentions    | 27 097       | 37,38        | 28 680      | 39,56       |  |
| Votants        | Votants                    | Votants        | 45 393       | 62,62        | 43 815      | 60,44       |  |
| Blancs et nuls | Blancs et nuls             | Blancs et nuls | 998          | 2,2          | 1 208       | 2,76        |  |
| Exprimés       | Exprimés                   | Exprimés       | 44 395       | 97,8         | 42 607      | 97,24       |  |

### Élections de 2012
| Candidat       | Candidat              | Parti              | Premier tour | Premier tour | Second tour | Second tour |  |
| Candidat       | Candidat              | Parti              | Voix         | %            | Voix        | %           |  |
| -------------- | --------------------- | ------------------ | ------------ | ------------ | ----------- | ----------- |  |
|                | Joaquim Pueyo élu     | PS                 | 16 076       | 38,13        | 21 908      | 53,05       |  |
|                | Bertrand Deniaud      | UMP                | 9 590        | 22,75        | 19 385      | 46,95       |  |
|                | Christophe de Balorre | diss. UMP          | 5 513        | 13,08        |             |             |  |
|                | Lionel Stiefel        | RBM (FN)           | 4 199        | 9,96         |             |             |  |
|                | Christian Lair        | NC                 | 3 490        | 8,28         |             |             |  |
|                | Gérard Pommier        | FG (Divers gauche) | 1 607        | 3,81         |             |             |  |
|                | Martine Roussel       | EÉLV               | 954          | 2,26         |             |             |  |
|                | Christine Coulon      | NPA                | 283          | 0,67         |             |             |  |
|                | Maria Senechal        | AÉI                | 251          | 0,60         |             |             |  |
|                | Charlotte Séchet      | LO                 | 197          | 0,47         |             |             |  |
|                |                       |                    |              |              |             |             |  |
| Inscrits       | Inscrits              | Inscrits           | 71 233       | 100,00       | 71 221      | 100,00      |  |
| Abstentions    | Abstentions           | Abstentions        | 28 330       | 39,77        | 28 479      | 39,99       |  |
| Votants        | Votants               | Votants            | 42 903       | 60,23        | 42 742      | 60,01       |  |
| Blancs et nuls | Blancs et nuls        | Blancs et nuls     | 743          | 1,73         | 1 449       | 3,39        |  |
| Exprimés       | Exprimés              | Exprimés           | 42 160       | 98,27        | 41 293      | 96,61       |  |

### Élections de 2017
|                                                                        |                                                                              |                           |                           |                          |                          |
|                                                                        |                                                                              | Premier tour 11 juin 2017 | Premier tour 11 juin 2017 | Second tour 18 juin 2017 | Second tour 18 juin 2017 |
|                                                                        |                                                                              |                           |                           |                          |                          |
|                                                                        |                                                                              | Nombre                    | % des inscrits            | Nombre                   | % des inscrits           |
| Inscrits                                                               | Inscrits                                                                     | 69 530                    | 100,00                    | 69 513                   | 100,00                   |
| Abstentions                                                            | Abstentions                                                                  | 33 906                    | 48,76                     | 37 900                   | 54,52                    |
| Votants                                                                | Votants                                                                      | 35 624                    | 51,24                     | 31 613                   | 45,48                    |
|                                                                        |                                                                              |                           | % des votants             |                          | % des votants            |
| Bulletins blancs                                                       | Bulletins blancs                                                             | 909                       | 2,55                      | 1 912                    | 6,05                     |
| Bulletins nuls                                                         | Bulletins nuls                                                               | 262                       | 0,74                      | 763                      | 2,41                     |
| Suffrages exprimés                                                     | Suffrages exprimés                                                           | 34 453                    | 96,71                     | 28 938                   | 91,54                    |
|                                                                        |                                                                              |                           |                           |                          |                          |
| Candidat Étiquette politique (partis et alliances)                     | Candidat Étiquette politique (partis et alliances)                           | Voix                      | % des exprimés            | Voix                     | % des exprimés           |
|                                                                        |                                                                              |                           |                           |                          |                          |
|                                                                        | Joaquim Pueyo (député sortant) Parti socialiste                              | 10 441                    | 30,31                     | 15 192                   | 52,50                    |
|                                                                        | Christine Roimier Divers droite (Union des démocrates et indépendants diss.) | 7 226                     | 20,97                     | 13 746                   | 47,50                    |
|                                                                        | Bertrand Deniaud Les Républicains (Union des démocrates et indépendants)     | 5 614                     | 16,29                     |                          |                          |
|                                                                        | Raymond Herbreteau Front national                                            | 4 314                     | 12,52                     |                          |                          |
|                                                                        | Martine Hamel La France insoumise                                            | 2 865                     | 8,32                      |                          |                          |
|                                                                        | Isabelle Robert Europe Écologie Les Verts                                    | 1 522                     | 4,42                      |                          |                          |
|                                                                        | Claudine Prod'homme Debout la France                                         | 578                       | 1,68                      |                          |                          |
|                                                                        | François Tollot Parti communiste français                                    | 525                       | 1,52                      |                          |                          |
|                                                                        | Christine Calleja Divers droite (Parti chrétien-démocrate)                   | 443                       | 1,29                      |                          |                          |
|                                                                        | Pascale-Aimée Schott Divers (Parti animaliste)                               | 398                       | 1,16                      |                          |                          |
|                                                                        | Charlotte Séchet Lutte ouvrière                                              | 299                       | 0,87                      |                          |                          |
|                                                                        | Martin Piffaut Divers (Union populaire républicaine)                         | 137                       | 0,40                      |                          |                          |
|                                                                        | François Vannier Divers gauche (Parti de la démondialisation)                | 91                        | 0,26                      |                          |                          |
| Source : Ministère de l'Intérieur - Première circonscription de l'Orne |                                                                              |                           |                           |                          |                          |

### Élections de 2022
| Résultats des élections législatives des 12 et 19 juin 2022 de la 1re circonscription de l'Orne |                          |                          |                          |              |              |             |             |
| Candidat                                                                                        | Candidat                 | Parti et coalition       | Nuance                   | Premier tour | Premier tour | Second tour | Second tour |
| Candidat                                                                                        | Candidat                 | Parti et coalition       | Nuance                   | Voix         | %            | Voix        | %           |
|                                                                                                 | Chantal Jourdan          | PS (NUPES)               | NUP                      | 8 448        | 25,85        | 14 776      | 50,20       |
|                                                                                                 | Marie-Annick Duhard      | LREM (ENS)               | ENS                      | 7 572        | 23,17        | 14 661      | 49,80       |
|                                                                                                 | Myriam Maignan           | RN                       | RN                       | 6 723        | 20,57        |             |             |
|                                                                                                 | Bernard Soul             | LR (UDC)                 | LR                       | 6 231        | 19,06        |             |             |
|                                                                                                 | Oscar Piloquet           | REC                      | REC                      | 1 241        | 3,80         |             |             |
|                                                                                                 | Sylvie Laplasse          | LMR                      | DIV                      | 708          | 2,17         |             |             |
|                                                                                                 | Martine Fréval           | PA                       | ECO                      | 617          | 1,89         |             |             |
|                                                                                                 | Charlotte Séchet         | LO                       | DXG                      | 593          | 1,81         |             |             |
|                                                                                                 | Florence Tessier         | DLF (UPF)                | DSV                      | 551          | 1,69         |             |             |
|                                                                                                 | Marc Lorand-Brionne      | ECO (EELV diss.)         | ECO                      | 0            | 0,00         |             |             |
| Votes valides                                                                                   | Votes valides            | Votes valides            | Votes valides            | 32 684       | 97,05        | 29 437      | 90.54       |
| Votes blancs                                                                                    | Votes blancs             | Votes blancs             | Votes blancs             | 722          | 2,14         | 2 229       | 6.86        |
| Votes nuls                                                                                      | Votes nuls               | Votes nuls               | Votes nuls               | 270          | 0,80         | 848         | 2.61        |
| Total                                                                                           | Total                    | Total                    | Total                    | 33 676       | 100          | 32 514      | 100         |
| Abstention                                                                                      | Abstention               | Abstention               | Abstention               | 34 895       | 50,89        | 36 029      | 52.56       |
| Inscrits / participation                                                                        | Inscrits / participation | Inscrits / participation | Inscrits / participation | 68 571       | 49,11        | 68 543      | 47.44       |

### Élections de 2024
| Résultats des élections législatives des 30 juin et 7 juillet 2024 |                     |                             |        |              |              |             |             |
| Candidat                                                           | Candidat            | Parti et coalition          | Nuance | Premier tour | Premier tour | Second tour | Second tour |
| Candidat                                                           | Candidat            | Parti et coalition          | Nuance | Voix         | %            | Voix        | %           |
|                                                                    | Chantal Jourdan     | Parti socialiste (NFP)      | UG     |              |              |             |             |
|                                                                    | Camille Perchet     | Lutte ouvrière              | EXG    |              |              |             |             |
|                                                                    | Patricia Chapelotte | Renaissance (Ensemble)      | ENS    |              |              |             |             |
|                                                                    | Manuela Chevalier   | UDI                         | DVC    |              |              |             |             |
|                                                                    | David Geniteau      | Debout la France            | DSV    |              |              |             |             |
|                                                                    | Nadine Belzidsky    | Rassemblement national      | RN     |              |              |             |             |
|                                                                    | Daniel Lecomte      | Reconquête                  | REC    |              |              |             |             |
|                                                                    | Didier Durandy      | Le Mouvement de la Ruralité | DVD    |              |              |             |             |
| Votes valides                                                      |                     |                             |        |              |              |             |             |
| Votes blancs                                                       |                     |                             |        |              |              |             |             |
| Votes nuls                                                         |                     |                             |        |              |              |             |             |
| Total                                                              |                     |                             |        |              |              |             |             |
| Abstention                                                         |                     |                             |        |              |              |             |             |
| Inscrits / participation                                           |                     |                             |        |              |              |             |             |

#### Département de l'Orne
- La fiche de l'INSEE de cette circonscription : « Tableaux et Analyses de la première circonscription de l'Orne », sur insee.fr, site de l'Institut national de la statistique et des études économiques (consulté le 10 juin 2007) [PDF]

- « Tous les députés du département de l'Orne depuis 1789 » [archive du 28 septembre 2007], sur assemblee-nationale.fr, site de l'Assemblée nationale française (consulté le 10 juin 2007)

- « Informations contentieuses sur le département de l'Orne (Élections législatives de 2002) »(Archive.org • Wikiwix • Archive.is • Google • Que faire ?), sur conseil-constitutionnel.fr, site du Conseil constitutionnel (consulté le 13 juin 2007)

#### Circonscriptions en France
- « Carte des circonscriptions législatives en France », sur assemblee-nationale.fr, site de l'Assemblée nationale française (consulté le 10 juin 2007)

- « Résultats électoraux officiels en France »(Archive.org • Wikiwix • Archive.is • Google • Que faire ?), sur interieur.gouv.fr, site du ministère de l'Intérieur (France) (consulté le 13 juin 2007)

- Description et Atlas des circonscriptions électorales de France sur http://www.atlaspol.com, Atlaspol, site de cartographie géopolitique, consulté le 13 juin 2007.